# سعاد خیری اورگوپلو
سعاد خیری اورگوپلو (به انگلیسی: Suat Hayri Ürgüplü) یک سیاستمدار اهل ترکیه بود